# توماس إس. ماكميلان
توماس إس. ماكميلان هو محامي ولاعب كرة قاعدة وسياسي أمريكي، ولد في 27 نوفمبر 1888 في Ulmer, South Carolina ‏ في الولايات المتحدة، وتوفي في 29 سبتمبر 1939 في تشارلستون في الولايات المتحدة. نشط حزبياً في الحزب الديمقراطي. وقد انتخب عضو مجلس نواب كارولاينا الجنوبية ‏ وانتخب عضو مجلس النواب الأمريكي.

## وصلات خارجية
- توماس إس. ماكميلان على موقعبيزبول رفرنس.كوم (الدوري الثانوي) (الإنجليزية)